# Ashes of Embers
Ashes of Embers è un film muto del 1916 diretto da Joseph Kaufman ed Edward José. Prodotto dalla Famous Players Film Company, fu sceneggiato da Forrest Halsey. Di genere drammatico, è la storia di due sorelle gemelle, una angelica, l'altra perfida, interpretate da Pauline Frederick. Al suo fianco, Earle Foxe, Frank Losee, J. Herbert Frank, Maggie Fisher, Jay Wilson.

## Trama

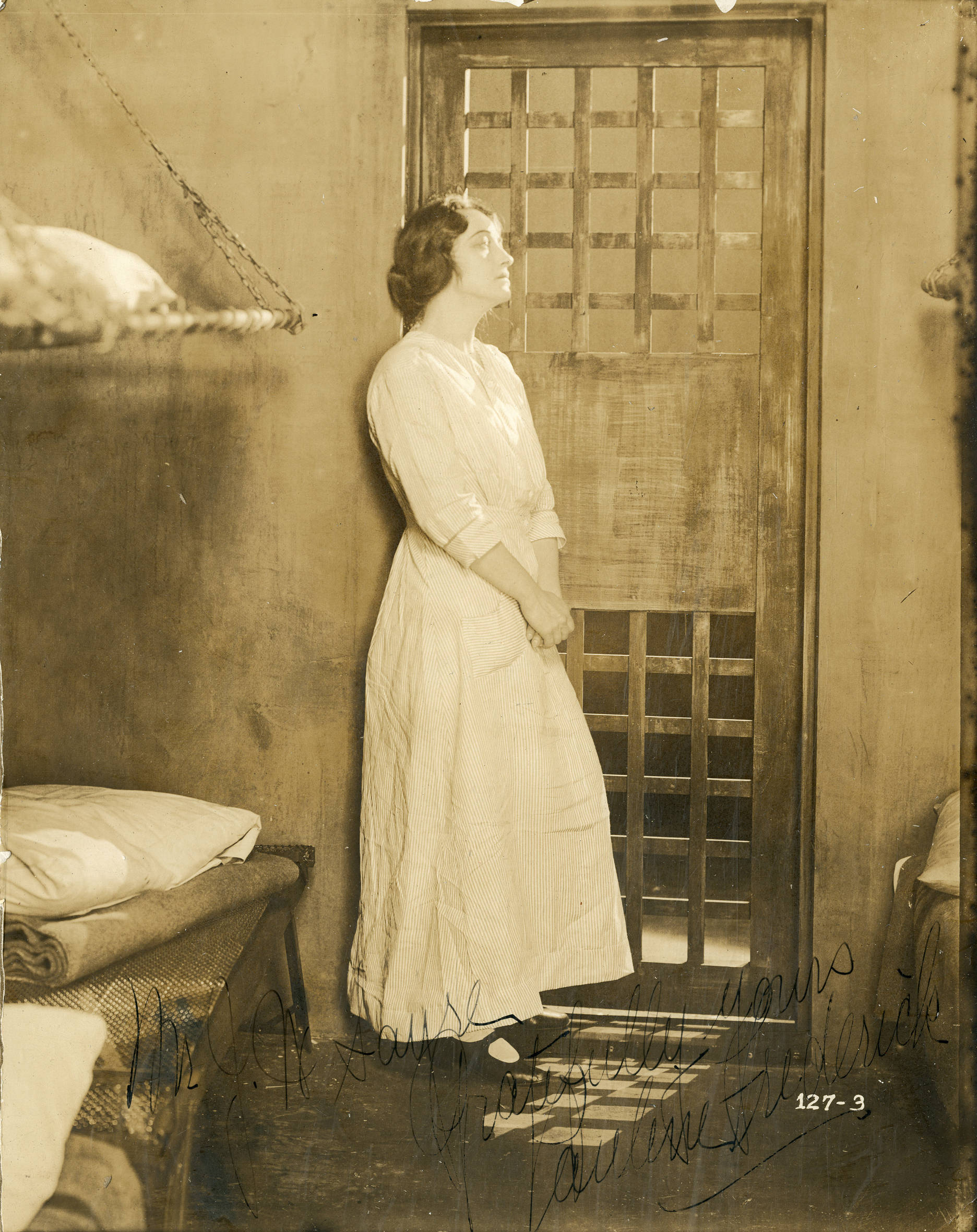
Agnes in carcere

Laura Ward ruba una grossa somma di denaro, ma ad essere incolpata del furto è Agnes, la sorella gemella, che finisce innocente in carcere. Intanto Laura si sposa con un anziano milionario, William Benedict, dopo aver rotto il fidanzamento con Richard, un architetto. Subito dopo il matrimonio, però, riprende la relazione con lui. Il marito, che ha sentore della storia, assume un detective. Laura, allora, aiutata da un losco avvocato, mette in piedi una trappola per far credere che l'amante di Richard sia la gemella, da poco uscita dal carcere: fa in modo che sia l'ignara Agnes a essere trovata insieme a Richard, salvandosi così - almeno per il momento - dai sospetti del marito.
Agnes e Richard, uniti da quella menzogna, iniziano a frequentarsi. Lui, a poco a poco, grazie alla benefica influenza della donna, dimentica Laura e smette di bere. Innamorati, i due si sposano e Laura, per un periodo, sembra uscire dalla loro vita. Quando ritorna, però, Richard ci ricasca. Agnes lo trova, con un bicchiere in mano, insieme alla sorella. William, il marito di lei, folle di rabbia, spara alla moglie uccidendola. Agnes, invece, perdona il marito e i due tornano a casa insieme.

## Produzione
Il film fu prodotto dalla Famous Players Film Company.

## Distribuzione
Distribuito dalla Famous Players-Lasky Corporation e dalla Paramount Pictures, uscì nelle sale cinematografiche degli Stati Uniti il 21 settembre 1916.
Non si conoscono copie ancora esistenti della pellicola che viene considerata presumibilmente perduta.